# Stade Munhak d'Incheon
 (avril 2025).
Le stade Munhak d'Incheon (en coréen : 인천문학경기장), appelé aussi en anglais le Incheon Munhak Stadium ou le Munhak Stadium, (auparavant le stade de la Coupe du monde d'Incheon) est un stade de football situé à Incheon en Corée du Sud. Ce stade fait partie du complexe sportif Munhak, et le stade de baseball Munhak le jouxte.
Il a une capacité de 50 256 places. C'est le domicile de Incheon United du Championnat de Corée du Sud de football.

## Histoire
Construit en 2001 pour 216 millions d'euros en vue de la Coupe du monde de football de 2002, il accueillera les Jeux panasiatiques en 2014.

## Événements
- Coupe du monde de football de 2002
- Jeux asiatiques de 2014, 19 septembre-4 octobre 2014
- Championnats du monde de League of Legends, finale le 3 novembre 2018

### Coupe du monde de football de 2002
- Voici les matchs de la Coupe du monde de football de 2002 ayant eu lieu au stade de la Coupe du monde d'Incheon :
  - 9 juin : Groupe C Costa Rica 1 - 1 Turquie (42,299 spectateurs)
  - 11 juin : Groupe A Danemark 2 - 0 France (48,100 spectateurs)
  - 14 juin : Groupe D Corée du Sud 1 - 0 Portugal (50,239 spectateurs)